# Lango (langue du Soudan du Sud)
Ne doit pas être confondu avec Lango (langue d'Ouganda).
Le lango est une langue nilotique orientale parlée au Soudan du Sud. Elle n’est pas à confondre avec le lango, une langue nilotique occidentale parlée en Ouganda.

## Écriture
| A a | B b   | CH ch | D d | E e | F f | G g | H h | I i | Ï ï | J j | L l | M m |
| N n | NG ng | NY ny | O o | P p | R r | S s | T t | Ṭ ṭ | U u | Ü ü | W w | Y y |